# Ioulia Kovaliova
Pour les articles homonymes, voir Kovaliova.
Ioulia Valerievna Kovaliova (en russe : Юлия Валерьевна Ковалёва) est une ancienne joueuse de volley-ball russe née le 26 juillet 1987 à Tcheliabinsk. Elle mesure 1,78 m et jouait au poste de libero. 

## Clubs
| Club        | De        | À         |
| ----------- | --------- | --------- |
| VK Iourmach | 2003-2004 | 2009-2010 |
| Loko-Angara | 2010-2011 | 2010-2011 |
| Khara Morin | 2011-2012 | 2013-2014 |
| VK Fortouna | 2014-2015 | 2014-2015 |